# It Only Hurts When I'm Breathing
It Only Hurts When I'm Breathing è un singolo della cantante canadese Shania Twain, pubblicato nel 2004 ed estratto dall'album Up!.

## Tracce
- CD Live/Download digitale

1. It Only Hurts When I'm Breathing (Live from Up! Live in Chicago) – 3:42

- CD/7"

1. It Only Hurts When I'm Breathing (Green Version) – 3:20
2. It Only Hurts When I'm Breathing (Red Version) – 3:19